# Dorfstetten
Dorfstetten är en ort och kommun  i Österrike. Den ligger i distriktet Melk i förbundslandet Niederösterreich,  105 km väster om huvudstaden Wien.
Kommunen består formellt av två orter (Ortschaften) (inom parentes invånarantal 1 januari 2024):
- Forstamt (355) med byn Dorfstetten
- Wimbergeramt (208)